# Гипергеометрическое распределение
Гипергеометри́ческое распределе́ние в теории вероятностей моделирует количество удачных выборок без возвращения из конечной совокупности.

## Пример
|             | вытянутые | не вытянутые  | всего |
| ----------- | --------- | ------------- | ----- |
| с дефектом  | k         | D − k         | D     |
| без дефекта | n − k     | N + k − n − D | N − D |
| всего       | n         | N − n         | N     |

Типичный пример представлен вышестоящей таблицей: осуществлена поставка из N объектов, из которых D имеют дефект. Гипергеометрическое распределение описывает вероятность того, что в выборке из n различных объектов, вытянутых из поставки, ровно k объектов являются бракованными.
В общем, если случайная величина X соответствует гипергеометрическому распределению с параметрами N, D и n, то вероятность получения ровно k успехов определяется формулой:
{\displaystyle f(k;N,D,n)={{{D \choose k}{{N-D} \choose {n-k}}} \over {N \choose n}}}
Эта вероятность положительна когда k лежит в промежутке между max{ 0, D + n − N } и min{ n, D }.
Приведенная формула может трактоваться следующим образом: существует {\displaystyle N \choose n} возможных выборок(без возвращения). Есть {\displaystyle D \choose k} способов выбрать k бракованных объектов и {\displaystyle {N-D} \choose {n-k}} способов заполнить остаток выборки объектами без дефектов.
В случае, когда размер популяции является большим по сравнению с размером выборки (т.е., N намного больше чем n), гипергеометрическое распределение хорошо аппроксимируется биномиальным распределением с параметрами n (количество испытаний) и p = D / N (вероятность успеха в одном испытании).

## Определение
Пусть имеется конечная совокупность, состоящая из {\displaystyle N} элементов. Предположим, что {\displaystyle D} (defective) из них обладают нужным нам свойством. Оставшиеся {\displaystyle N-D} этим свойством не обладают. Случайным образом из общей совокупности выбирается группа из {\displaystyle n} элементов. Пусть {\displaystyle Y} - случайная величина, равная количеству выбранных элементов, обладающих нужным свойством. Тогда функция вероятности {\displaystyle Y} имеет вид:
{\displaystyle p_{Y}(k)\equiv \mathbb {P} (Y=k)={\frac {C_{D}^{k}\,C_{N-D}^{n-k}}{C_{N}^{n}}}},
где {\displaystyle C_{n}^{k}\equiv {\frac {n!}{k!\,(n-k)!}}} обозначает биномиальный коэффициент. Пишем: {\displaystyle Y\sim \mathrm {HG} (D,N,n)}.

## Моменты
{\displaystyle \mathbb {E} [Y]={\frac {nD}{N}}},
{\displaystyle \mathrm {D} [Y]={n(D/N)(1-D/N)(N-n) \over (N-1)}}.

## Пример применения
Классическим применением гипергеометрического распределения  является выборка без возвращения. Рассмотрим урну с двумя типами шаров: черными и белыми. Определим вытягивание белого шара как успех, а черного как неудачу. Если N является числом всех шаров в  урне и D является числом белых шаров, то N − D является числом черных шаров. 

Теперь предположим, что в урне находятся 5 белых и 45 черных шаров. Стоя рядом с урной, вы закрываете глаза и вытаскиваете 10 шаров (n). Какова вероятность p (k=4) вытянуть 4 белых шара (и, соответственно, 6 черных шаров) ?
Задача описывается следующей таблицей: 
|             | вытянутые          | не вытянутые                         | всего      |
| ----------- | ------------------ | ------------------------------------ | ---------- |
| белые шары  | 4 (k)              | 1 = 5 − 4 (D − k)                    | 5 (D)      |
| чёрные шары | 6 = 10 − 4 (n − k) | 39 = 50 + 4 − 10 − 5 (N + k − n − D) | 45 (N − D) |
| всего       | 10 (n)             | 40 (N − n)                           | 50 (N)     |

Вероятность Pr (k = x) того, что будут вытянуты ровно x белых шаров (= количество успехов), может быть посчитана с помощью формулы:
{\displaystyle \Pr(k=x)=f(k;N,D,n)={{{D \choose k}{{N-D} \choose {n-k}}} \over {N \choose n}}.}
Отсюда, в нашем примере (x = 4), получим:
{\displaystyle \Pr(k=4)=f(4;50,5,10)={{{5 \choose 4}{{45} \choose {6}}} \over {50 \choose 10}}=0.003964583\dots .}
Таким образом, вероятность вытянуть ровно 4 белых шара достаточно мала (примерно 0.004). Это значит, что при проведении эксперимента (вытаскивание 10 шаров из урны с 50 шарами без возвращения) 1000 раз мы рассчитываем получить вышеупомянутый результат 4 раза.
Что касается вероятности вытянуть все 5 белых шаров, то интуитивно понятно, что она будет  меньше, чем вероятность вытянуть 4 белых шара. Давайте посчитаем эту вероятность.
|             | вытянутые          | не вытянутые                         | всего      |
| ----------- | ------------------ | ------------------------------------ | ---------- |
| белые шары  | 5 (k)              | 0 = 5 − 5 (D − k)                    | 5 (D)      |
| чёрные шары | 5 = 10 − 5 (n − k) | 40 = 50 + 5 − 10 − 5 (N + k − n − D) | 45 (N − D) |
| всего       | 10 (n)             | 40 (N − n)                           | 50 (N)     |

Таким образом, мы получаем вероятность:
{\displaystyle \Pr(k=5)=f(5;50,5,10)={{{5 \choose 5}{{45} \choose {5}}} \over {50 \choose 10}}=0.0001189375\dots ,}
Как и ожидалось, вероятность вытянуть 5 белых шаров меньше, чем вероятность вытянуть 4 белых шара.
Заключение:

Начальный вопрос можно расширить следующим образом:
Если вытягиваются 10 шаров из урны (содержащей 5 белых и 45 чёрных шаров), какова вероятность вытянуть не менее 4 белых шаров? 
Для получения ответа на этот вопрос необходимо посчитать функцию распределения p(k>=4).
Так как гипергеометрическое распределение является дискретным вероятностным распределением, функция распределения может быть легко посчитана как сумма соответствующих вероятностей.
В нашем примере достаточно сложить Pr (k = 4) и Pr (k = 5):
Pr (k ≥ 4) = 0.003964583 + 0.0001189375 = 0.004083520

## Симметричность
{\displaystyle f(k;N,D,n)={{{D \choose k}{{N-D} \choose {n-k}}} \over {N \choose n}}=f(n-k;N,N-D,n)}
Эта симметричность интуитивно понятна, если перекрасить белые шары в черные и наоборот, таким образом, белые и черные шары просто меняются ролями.
{\displaystyle f(k;N,D,n)=f(k;N,n,D)}
Эта симметричность интуитивно понятна, если вместо вытягивания шаров, вы помечаете шары, которые вы бы вытянули. Оба выражения дают вероятность того, что ровно k шаров черные и помечены как вытянутые.

## Связь с другими распределениями
- Зафиксируем {\displaystyle n} и {\displaystyle D} и устремим {\displaystyle N} к бесконечности. Тогда {\displaystyle \mathrm {HG} (D,N,n)} сходится к биномиальному распределению {\displaystyle \mathrm {Bi} (n,D/N)}.
- Если случайные величины {\displaystyle X} и {\displaystyle Y} имеют биномиальные распределения {\displaystyle \mathrm {Bi} (D,p)} и {\displaystyle \mathrm {Bi} (N-D,p)} соответственно, то условное распределение случайной величины {\displaystyle X} при условии {\displaystyle X+Y=n} – гипергеометрическое  {\displaystyle \mathrm {HG} (D,N,n)}.